# Anfahren (Verfahrenstechnik)
Als Anfahren wird in der Verfahrenstechnik die Überführung einer Anlage in den stationären Fahrbetrieb bezeichnet.

## Hintergrund
Mit dem Erreichen des stationären Fahrbetriebs sollen alle wesentlichen Verfahrensstufen funktionsgerecht arbeiten können. Bis dahin weisen viele Bauteile noch nicht die optimale Betriebstemperatur auf. Bei thermischen Anlagen kommt es deshalb während des Anfahrens zu erhöhten Emissionen, die sich unter anderem in einer verstärkten Ruß- und Kohlenstoffmonoxid-Produktion äußern. Für Anlagen, deren stationärer Betrieb deutlich länger ist als der Anfahrvorgang, sind die dann erhöhten Emissionen zu vernachlässigen.
Die Reisezeit einer Anlage beginnt mit deren Anfahren. Ebenso wie das Abfahren gehört das Anfahren zum bestimmungsgemäßen Betrieb. Beide Vorgänge gehören nicht zum Normalbetrieb, aber zum Regelbetrieb.
Die Dauer des Anfahrvorgangs kann anlagenspezifisch sehr unterschiedlich sein. Sie reicht von wenigen Minuten bei Verbrennungsmotoren bis zu Zeiträumen von mehreren Stunden oder Tagen bei Müllverbrennungsanlagen.